# Паршиков, Алексей Михайлович
Паршиков Алексей Михайлович (12 февраля 1913 года – 14 ноября 1979 года) – советский военачальник, генерал-полковник (1968).

## Биография
Родился в селе Поворино. Окончил школу. До 1935 года работал начальником районной сберкассы на станции Лиски в Воронежской области.
В Красную Армию призван в октябре 1935 года. В 1938 году окончил Тамбовское пехотное училище. Оставлен в этом училище и служил в нём командиром взвода и с ноября 1938 командиром роты курсантов. В 1939 году вступил в ВКП(б). В июне 1941 года направлен на учёбу в Военную академию РККА имени М. В. Фрунзе. В августе окончил ускоренный курс академии.
На фронте Великой Отечественной войны с августа 1942 года, когда был назначен помощником начальника оперативного отдела штаба 6-го гвардейского стрелкового корпуса в 8-й армии Волховского фронта, с сентября воевал помощником начальника оперативного отдела штаба 2-й ударной армии. С октября был командиром 22-й отдельной стрелковой бригады в 2-й ударной и 8-й армиях. С декабря 1943 по апрель 1944 года командовал 1-й отдельной горнострелковой бригадой в 8-й армии. Участвовал в Синявинской наступательной операции 1942 года, отличился в Ленинградско-Новгородской наступательной операции.
После пребывания в распоряжении начальника Главного управления кадров НКО СССР направлен на учёбу в Высшую военную академию имени К. Е. Ворошилова, в марте 1945 года окончил её ускоренный курс. С июня 1945 года находился в распоряжении Военного совета Приморской группы войск Дальневосточного фронта, участвовал в советско-японской войне в должности офицера связи оперативного отдела штаба 26-го стрелкового корпуса.
С сентября 1945 года служил в штабе Приморского военного округа: начальник отдела по руководству военными комендатурами, с июля 1947 – старший офицер оперативного отдела, с августа 1848 – начальник отделения по подготовке театра военных действий.
В декабре 1948 года был вновь направлен на учёбу и в 1950 году окончил уже полный курс Высшей военной академии имени К. Е. Ворошилова. Затем вновь служил в штабе Приморского военного округа начальником оперативного отдела оперативного управления. С июня 1953 – начальник оперативного отдела штаба 39-й армии Дальневосточного военного округа, с июля 1955 – начальник штаба 32-го армейского корпуса, с мая 1956 – начальник штаба 43-го стрелкового корпуса 15-й армии Дальневосточного военного округа. С декабря 1957 года служил начальником оперативного управления штаба Дальневосточного ВО, а с мая 1961 года – заместителем начальника штаба этого округа.
С апреля 1962 года был начальником штаба Ленинградского военного округа. С апреля 1968 года по октябрь 1971 – командующий войсками Приволжского военного округа. С ноября 1971 по июль 1974 года был представителем главнокомандующего Объединёнными вооружёнными силами стран – участников Организации Варшавского договора в Болгарской народной армии. В октябре 1974 года уволен в отставку.
Жил и умер в Москве. Похоронен на Кунцевском кладбище.
Среди наград – три ордена Красного Знамени (31.01.1944, 25.09.1945, 22.02.1968), орден Красной Звезды (1950), медаль «За оборону Ленинграда» и другие.

## Воинские звания
- Лейтенант (5.06.1938)
- Старший лейтенант (1940)
- Капитан (3.07.1942)
- Майор (16.10.1942)
- Подполковник (19.02.1943)
- Полковник (7.10.1949)
- Генерал-майор (7.05.1960)
- Генерал-лейтенант (22.02.1963)
- Генерал-полковник (19.02.1968)